# Серро-Гордо (Північна Кароліна)
Серро-Гордо (англ. Cerro Gordo) — місто (англ. town) в США, в окрузі Колумбус штату Північна Кароліна. Населення — 131 особа (2020).

## Географія
Серро-Гордо розташоване за координатами 34°19′22″ пн. ш. 78°55′43″ зх. д. / 34.32278° пн. ш. 78.92861° зх. д. (34.322853, -78.928549).  За даними Бюро перепису населення США в 2010 році місто мало площу 1,94 км², уся площа — суходіл.

## Демографія
Згідно з переписом 2010 року, у місті мешкало 207 осіб у 78 домогосподарствах у складі 57 родин. Густота населення становила 107 осіб/км².  Було 98 помешкань (50/км²).
Расовий склад населення:
| - 79,2 % — білих - 10,6 % — чорних або афроамериканців - 5,8 % — корінних американців - 1,9 % — осіб інших рас |

До двох чи більше рас належало 2,4 %. Частка іспаномовних становила 2,9 % від усіх жителів.
За віковим діапазоном населення розподілялося таким чином: 26,6 % — особи молодші 18 років, 57,5 % — особи у віці 18—64 років, 15,9 % — особи у віці 65 років та старші. Медіана віку мешканця становила 38,3 року. На 100 осіб жіночої статі у місті припадало 88,2 чоловіків;  на 100 жінок у віці від 18 років та старших — 85,4 чоловіків також старших 18 років.
Середній дохід на одне домашнє господарство  становив 51 132 долари США (медіана — 36 250), а середній дохід на одну сім'ю — 59 768 доларів (медіана — 38 000). За межею бідності перебувало 21,4 % осіб, у тому числі 40,4 % дітей у віці до 18 років та 0,0 % осіб у віці 65 років та старших.
Цивільне працевлаштоване населення становило 57 осіб. Основні галузі зайнятості: освіта, охорона здоров'я та соціальна допомога — 31,6 %, роздрібна торгівля — 15,8 %, будівництво — 14,0 %, виробництво — 12,3 %.